# Mine de Katowice
La mine de Katowice est une mine souterraine de charbon située à Katowice en Pologne.